# Volkersdorf (Gemeinde Enns)
Volkersdorf ist eine Ortschaft und eine Katastralgemeinde der Stadtgemeinde Enns in Oberösterreich.
Das Zeilendorf besteht im Kern aus einer alten dörflichen Struktur, die in jüngerer Zeit mit Einfamilienhausgebieten erweitert wurde. Es existieren mehrere Vierkanthöfe mit Streuobstwiesen und Bauerngärten. Westlich von Volkersdorf fließt der Kristeinbach in nördliche Richtung ab. Dem weitgehend naturnahen Flusslauf mit einer Ufergehölzzone wird in Volkersdorf Wasser für einen kleinen Mühlgang entnommen.